# Charles Malo

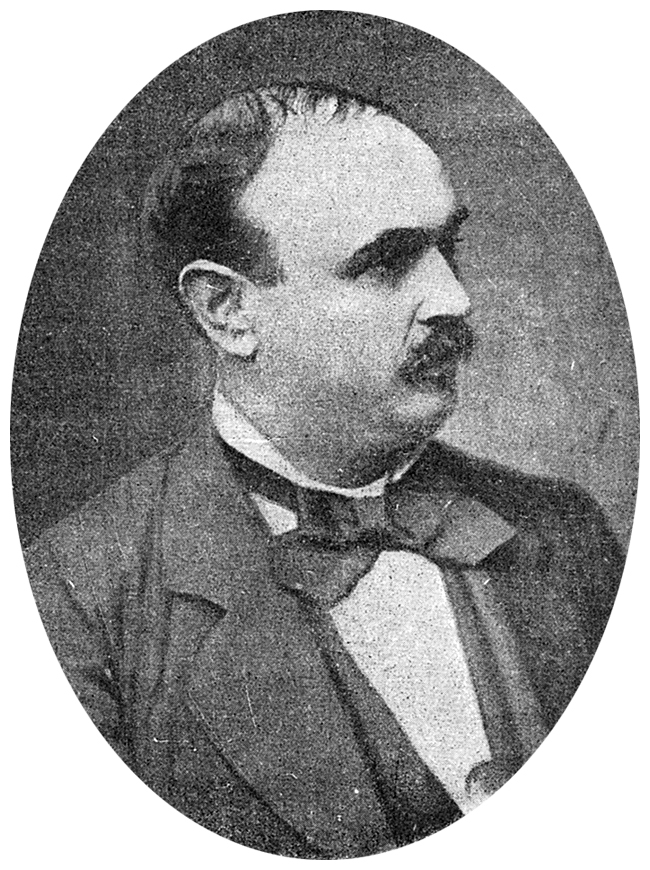
Porträtfoto aus Paulus: Trente ans de café-concert

Charles Adolphe Malo (* 29. Juli 1835 in Boulogne-sur-Mer; † 4. Dezember 1914 in Toulouse) war ein französischer Orchesterleiter und Komponist.

## Leben

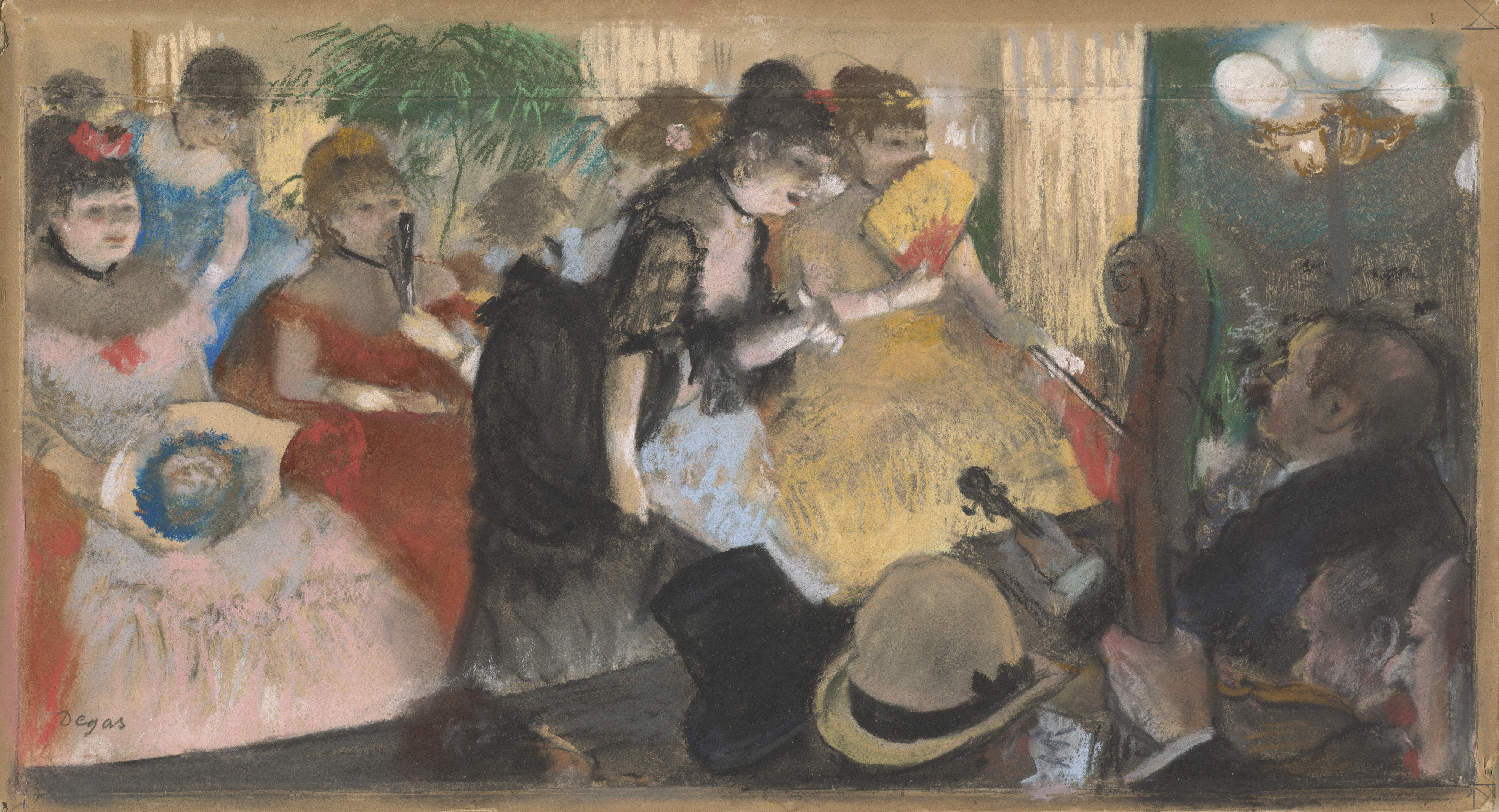
Café-Concert (ca. 1877). Pastell von Edgar Degas. Der Dirigent auf der rechten Bildseite ist als Malo identifiziert worden.

Malo war ein Neffe von Hervé. Er begann seine musikalische Ausbildung an der Musikschule in Boulogne und ging dann nach Paris, wo er bei Jean-Delphin Alard Unterricht im Violinenspiel erhielt. Zwei Jahre lang leitete er das Orchester der Schauspieltruppe von Virginie Déjazet, die die französische Provinz bereiste; ab 1859 arbeitete er als Kapellmeister am Théâtre du Gymnase in Marseille. Nach Paris zurückgekehrt, übernahm Malo 1862 als Nachfolger von Hervé die Leitung des Orchesters am Théâtre Déjazet. Am 1. Mai 1868 trat er die Nachfolge von Hervé als Orchesterleiter im Eldorado an, einem der bekanntesten und größten Café-concerts in Paris. Diesen Posten bekleidete er 25 Jahre lang; zudem war er auch Gastdirigent bei Kurkonzerten, so öfter im Grand Casino in Cauterets oder auch im Park von Néris-les-Bains. 1893 wechselte er an das Théâtre de la Gaîté. Seit Oktober 1900 dirigierte er auch am Théâtre des Bouffes-Parisiens. Am 23. Mai 1907 ging er mit einem Abschiedskonzert im Palais du Trocadéro, das von seinen ehemaligen Weggefährten zu seinen Ehren organisiert wurde, in den Ruhestand. Einige Musiker des von Malo geleiteten Orchesters avancierten später zu gefeierten Solisten an der Pariser Oper. Ein zeitgenössischer Bericht rühmte Malo besonders für seine Fähigkeit, „die Klarinetten wimmern zu lassen“.
Während dieser ganzen Zeit komponierte Malo auch: eine ganze Reihe von Operetten, die gewöhnlich im Eldorado uraufgeführt wurden, sowie zahlreiche, zum Teil recht erfolgreiche Chansons und andere Musikstücke.
Auf einem Pastell von Edgar Degas, das eine Szene aus einem Café-concert zeigt, hat der Kunsthistoriker Michael Shapiro Malo als Dirigenten identifiziert, der die Sängerin mit seinem Geigenbogen führt. Shapiro stützt sich dabei auf ein Foto von Malo, das in Paulus′ Trente ans de Café-concert überliefert ist und ausgeprägte Ähnlichkeiten mit dem Dirigenten aus Degas’ Bild aufweist (Haartracht, Ohrform, Schnurrbart), sowie auf ausgedehnte Recherchen bei Kennern des Café-concert.

## Kompositorisches Werk
Malo war ein sehr fruchtbarer Komponist. Franz Pazdíreks Universal-Handbuch der Musik-Literatur aller Völker führt nicht weniger als 79 Titel von Malo auf. Franz Stiegers großes Opernlexikon zählt zehn Operetten und eine Opéra comique. Im Supplementband der Biographie universelle des musiciens et bibliographie générale de la musique von François-Joseph Fétis spricht der Bearbeiter, Arthur Pougin, bereits 1880 von „beinahe 200 Romanzen, Chansons und dramatischen Szenen“, die Malo komponiert habe, und attestiert diesen überdurchschnittliche Qualität.
Größeres Echo fanden vor allem zwei Kompositionen von Malo. Im französischen Sprachraum erinnerte noch der Figaro-Nachruf von 1914, sicherlich auch durch den erneuten Kriegsbeginn motiviert, an „einige bemerkenswerte patriotische Chansons“, die er 1872 komponiert hatte und mit denen damals die Sängerin Amiati im Eldorado große Erfolge gefeiert hatte. Besonders gilt dies für Une tombe dans les blés („Ein Grab im Weizen“) auf einen Text von Gaston Villemer und Lucien Delormel. Im Figaro hieß es einige Jahre später, nicht ohne Bosheit, Malo habe es mit diesem Lied geschafft, „eine Flut echter Tränen auszulösen, die sich in die Biergläser seines Wirts ergoss“. Die Melodie hatte Malo kunstvoll auf den beschränkten Stimmumfang von Amiati zugeschnitten, wie Théodore Massiac in einem Rückblick 1899 hervorhob.
Ein Chanson Malos von 1875, Tu ne m’aimais pas („Du hast mich nicht geliebt“) auf einen Text von Léon Laroche, erlebte Jahrzehnte später unter dem Titel „Verlor’nes Glück“ einen erstaunlichen Erfolg im deutschen Sprachraum, nachdem der Wiener Komponist Leopold Sprowacker es ins Deutsche übertragen und musikalisch bearbeitet hatte. Um die Jahrhundertwende war das Stück als Schlager allbekannt, es sind Arrangements für fast jede denkbare Besetzung, bis hin zum Akkordeonorchester, bekannt, selbst auf Postkarten erschien es im Druck. Karl Valentin hat es etwa seit 1915 in seiner Szenenfolge Theater in der Vorstadt (auch als Tingeltangel bekannt) parodiert, und Bertolt Brecht hat die Melodie später (mit Unterstützung von Franz Servatius Bruinier) als Grundlage für sein Lied Erinnerung an die Marie A. benutzt.

## Kompositionen (Auswahl)

### Operetten
- Les jumeaux de Paimpol („Die Zwillinge von Paimpol“). Operette in einem Akt. Text: Péricaud & Delormel. Feuchot, Paris 1879. Partitur beim International Music Score Library Project.
- Robert Macaire et Bertrand en voyage („Robert Macaire und Bertrand auf der Reise“).[21] Operette in einem Akt, Text: Auguste Jouhaud, Tresse, Paris 1880.
- Comédie à Compiègne („Komödie in Compiègne“). Opéra comique in einem Akt, Text: Édouard Noël, Henri Malo, uraufgeführt in Biarritz, September 1902. Partitur beim International Music Score Library Project.

### Sonstige Werke
- Une tombe dans les blés. Chanson, Text: Villemer & Delormel, 1872. Titelblatt auf dutempsdescerisesauxfeuillesmortes.net
- Tu ne m’aimais pas. Romance, Text: Léon Laroche, 1875. Online auf Gallica.
- A travers les rideaux. Chansonnette, Text: Péricaud. Online auf Gallica.